# 산세바스티안 공항

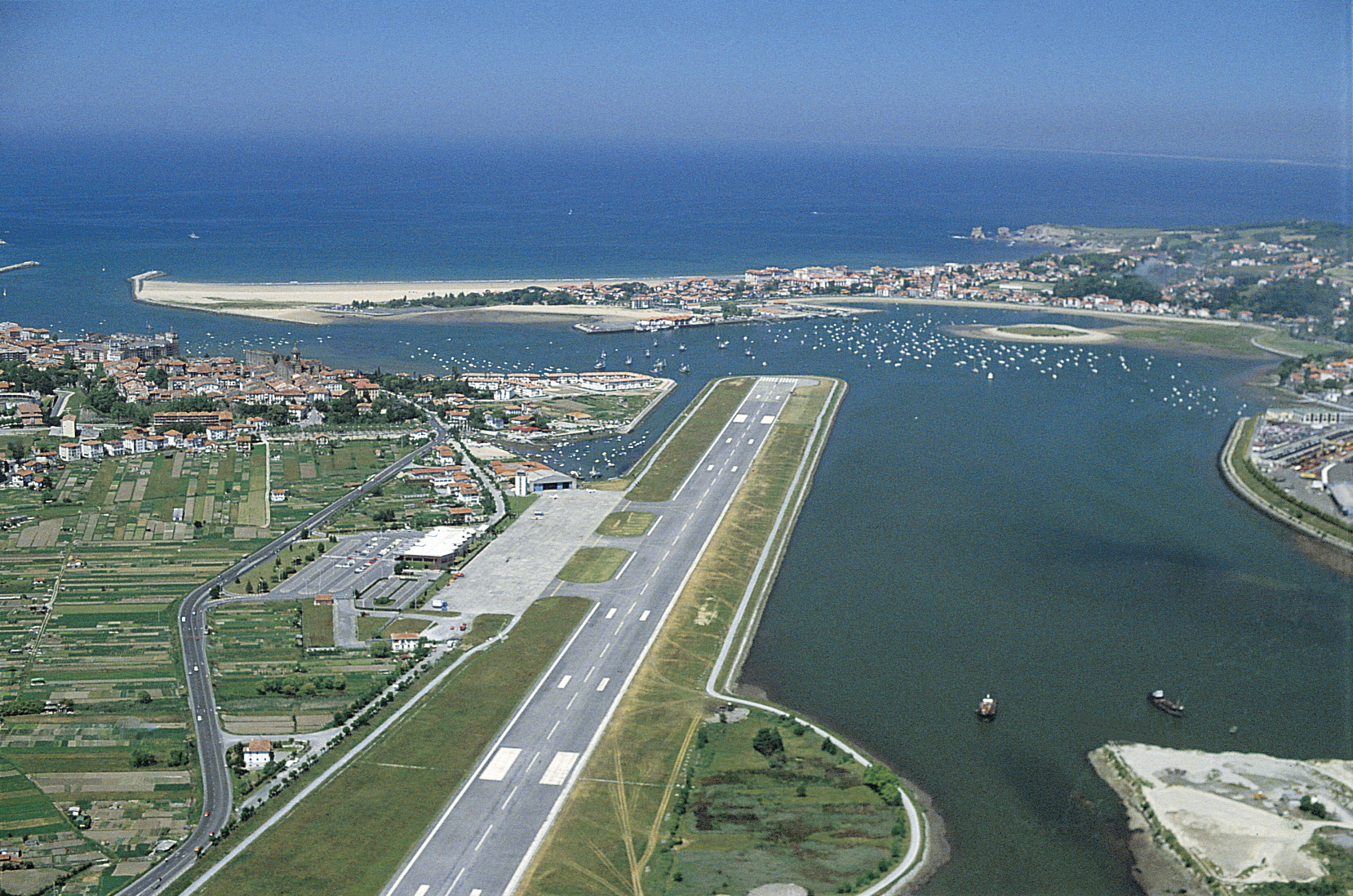

산세바스티안 공항(San Sebastián Airport, IATA: EAS, ICAO: LESO)은 스페인 바스크주 산세바스티안을 관할하는 공항이다. 공항의 이름 '산세바스티안'과 달리 시설들은 온다리비아에 위치해 있다.